# Catoprion mento
Catoprion mento, unica specie del genere Catoprion, è un pesce d'acqua dolce appartenente alla famiglia Characidae, sottofamiglia Serrasalminae.

## Etimologia
Il nome del genere, Catoprion, deriva dall'unione delle parole greche kata, bassa + prion, sega: evidentemente dovuto alla sua forte dentatura.

## Distribuzione e habitat
Questa specie è diffusa in Sudamerica, nel bacino idrografico dei fiumi Orinoco, Rio delle Amazzoni, Essequibo e Paraguay, dove abita acque limpide e ricche di vegetazione sommersa.

## Descrizione
Presenta un corpo dal profilo romboidale, molto compresso ai fianchi, con profilo dorsale e ventrale alquanto convessi. La bocca ha una mandibola ben sviluppata, con apertura buccale simile ad una tagliola, con denti conici appuntiti, atta alla particolare dieta predatoria della specie. Le pinne sono piccole e sottili, dal vertice allungato e filiforme, mentre la pinna caudale è bilobata. La livrea presenta un fondo grigio argenteo chiaro con riflessi metallici, la base della coda nera. La parte bassa dell'area branchiale e la pinna anale sono rosso vivo, così come a volte anche parte del ventre. Le altre pinne sono grigio fumo, tendenti al trasparente.

Raggiunge una lunghezza massima di 15 cm.

## Genetica
A lungo considerato solo affine agli altri generi di Serrasalminae a causa della particolare forma dei suoi denti e della disposizione a doppia fila degli stessi, soltanto l'analisi genetica ha stabilito con certezza il suo appartenere alla sottofamiglia: questi studi hanno inoltre accertato che questa specie possiede una coppia di cromosomi in più rispetto agli altri Piranha: 62 anziché 60 .

## Alimentazione

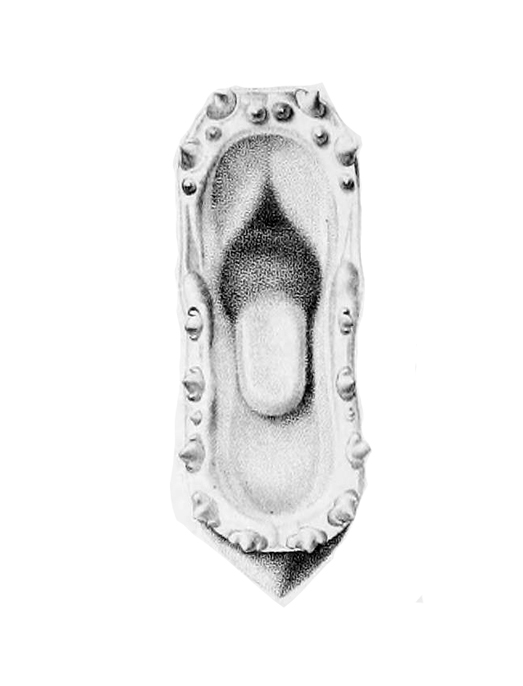
Particolare della bocca e della dentatura

Si nutre di alghe ma soprattutto di scaglie di altri pesci (lepidofagia): negli adulti diventa l'unica fonte di sostentamento. In mancanza di prede, si cibano delle scaglie di loro conspecifici. Il metodo di caccia consiste nell'avvicinarsi al fianco del pesce in modo rapido, con le mascelle completamente spalancate: la particolare conformazione dei denti permette loro di strappare le scaglie alla preda senza ferirne la muscolatura .

## Pesca
C. mento è pescata nei luoghi d'origine per l'alimentazione umana.

## Acquariofilia
Diffuso in commercio per l'acquariofilia, è allevata soprattutto da appassionati: come molti Piranha, a causa della sua dentatura e aggressività, può essere pericoloso maneggiarlo senza le dovute precauzioni.